# 水口松一
水口 松一（みずぐち まついち、1875年7月〈明治8年〉 - 1960年〈昭和35年〉）は、日本の政治家。

## 生涯
1881年（明治14年）に家督相続。徳田村会議員、同村助役、同村長を歴任した。1939年（昭和14年）に七尾市会議員に当選した。同年8月27日から1947年（昭和22年）4月29日まで初代副議長を務めた。同年の市議会議員選挙には立候補しなかった。その後は選挙管理委員を務めた。